# Yélékébougou
Yélékébougou is een gemeente (commune) in de regio Koulikoro in Mali. De gemeente telt 12.800 inwoners (2009).
De gemeente bestaat uit de volgende plaatsen:
- Fabougoula
- Fansira-Coro
- Fansira-Coura
- Fiah
- Guilly
- Koba
- Koulounikoro
- M'Bamba
- Mery
- Moribogugou-Coura
- N'Golofala
- N'Tiani
- Ninzana
- Siramasso
- Soungalaobougou
- Tinzéni
- Yélékébougou